# ضريح بابا كوهي
ضريح بابا كوهي (بالفارسية: آرامگاه باباکوهی) هو ضريح تاريخي يعود إلى ديلم، ويقع في شيراز.